# حصارشاوه
حصارشاوه، روستایی از توابع بخش مرکزی شهرستان ایوان در استان ایلام ایران است.

## جمعیت
این روستا در دهستان نبوت قرار دارد و براساس سرشماری مرکز آمار ایران در سال ۱۳۸۵، جمعیت آن ۱۳۱ نفر (۲۵خانوار) بوده‌است.